# 毛伦 (列支敦士登)
毛伦（德語：Mauren，德語發音：[ˈmaʊ̯ʁən] ⓘ；阿勒曼尼语列支敦士登方言：Mura）是列支敦士登的一个市镇，总面积7.5平方千米，2019年6月30日总人口为4,404人。

## 历史
毛伦首次出现于文献中是在1178年，称作“Muron”。